# Johan Krouthén
Johan Krouthén (2 novembre 1858 — 19 décembre 1932) est un peintre suédois. Il a rompu avec les traditions de l'Académie suédoise, se tournant vers le Réalisme et l'Idéalisme. Immédiatement après ses études, il passa quelques mois à Paris et au Danemark où il fit partie des peintres de Skagen. De retour en Suède, il peint des jardins et des portraits de personnes locales.

## Enfance
Fils de Conrad Krouthén, marchand, et d'Hilda Atkins, Johan Krouthén est né à Linköping.
À l'âge de quatorze ans, Krouthén quitta l'école et devint l’apprenti de Svante Leonard Rydholm, un photographe et artiste, avec qui il apprit les principes de base de la peinture et de la photographie. En 1875, à 16 ans, il rejoignit l'Académie royale des arts de Suède à Stockholm où il étudia le dessin, le portrait et le paysage. En plus de ses cours à l'académie, il fut également éduqué par l'artiste suédois Edvard Perseus qui était critique de l'Académie et qui encourageait ses étudiants à peindre d'après la nature.

## Carrière

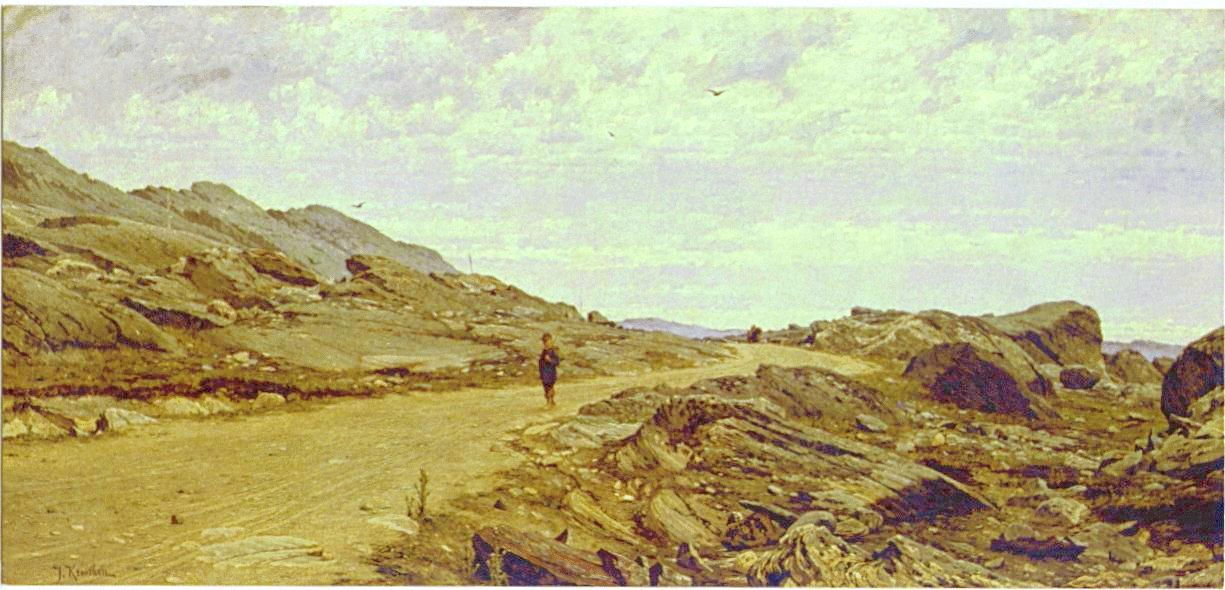
Johan Krouthén : Paysage rocheux à Bohuslän (1883)

Krouthén se lia à Oscar Björck et à Anders Zorn qui étudiaient aussi à l'Académie. Durant l’automne 1881, le président de l'Académie Georg von Rosen avertit Zorn qu'il ne suivait pas les préceptes de l’Académie, il répondit immédiatement qu'il la quitterait donc. Krouthén qui était également dans le bureau du président à ce moment annonça qu'il quittait également l'Académie.
En 1881, Krouthén passa une courte période à Paris, une destination populaire pour les artistes suédois dans les années 1880, mais il retourna rapidement en Suède où il peint à Scania et à Bohuslän avec ses paysages rocheux. Sa peinture d'un paysage désolé avec un garçon pieds nus sur un chemin de terre fut exposée à Stockholm en 1883, suscitant une attention considérable pour son réalisme sans fioritures.
Durant l'été 1883, il rejoignit Oscar Björck à Skagen dans le nord du Jutland, où une petite communauté d'artistes suédois, norvégiens et danois se réunissait. Il y resta de mai à jusqu'à au moins octobre. Les peintres de Skagen prônaient le réalisme. Plutôt que des groupes de pêcheurs, Krouthén peignait les plages plates et désolées de Grenen.
Après Skagen, Krouthén retourna à Linköping et continua à peindre des paysages. En 1884, il rencontra Hulda Ottosson, âgée alors de dix-huit ans, au château de Linköping où elle participait à un concours de beauté. Krouthén est dit avoir été fasciné par sa beauté et elle devint son premier modèle. Ils se marièrent en 1886 mais leur premier enfant mourut la même année. En 1891, Hulda donna naissance à des jumeaux mais elle mourut en couches. Il n'était pas facile de gagner sa vie comme à artiste à Linköping mais Krouthén s'assura un revenu en organisant des loteries d'art avec ses tableaux comme prix ainsi qu'en peignant les jardins privés de la région.
La peinture Printemps dans le jardin (1886) représentait le Biskopträdgården de Linköping. Il est basé sur une photo que Krouthén avait prise du lieu. Le tableau comprenait à l'origine un homme et une femme mais l'homme a été effacé et un cognassier a été ajouté. Alors qu'elle était exposée à Paris en 1889, la peinture rapporta à Krouthén une médaille d'or. Plusieurs autres artistes suédois reçurent des récompenses lors de ce salon qui fut une percée pour les impressionnistes. Une comparaison entre la photo et la peinture montre que Krouthén avait abandonné le réalisme au profit de l’idéalisme. La réalité sans ajout de lumière et d'ombre ne lui convenait pas. Interrogé, Krouthén expliqua qu'un peintre devait peintre avec talent et précision la nature dans ce qu'elle est de mieux.
Durant les années 1890, il peint des portraits et des intérieurs. Comme pour ses peintures de jardins, ses intérieurs incluaient souvent des personnages passifs. Un de ces tableaux le plus connu est une peinture montrant le bibliothécaire Segerstéen chez lui. Erik Hjalmar Segerstéen était un des mécènes de Krouthén et le tableau le montre entouré de sa collection d'art comprenant des peintures de Krouthén.
En 1891, après que sa femme Hulda fut morte en couches, Krouthén et ses enfants partirent vivre dans le district Gottfridsberg de Linköping. En 1902, il se maria avec Clara Söderlund. Durant les années 1890, il devint de plus en plus connu, recevant de nombreuses commandes, dont des portraits d'habitants connus de Linköping. Il reçut également des commandes de tableaux d'églises dont des retables pour l'église Kärna, l'église Vånga et l'église Saint-Laurence de Linköping.

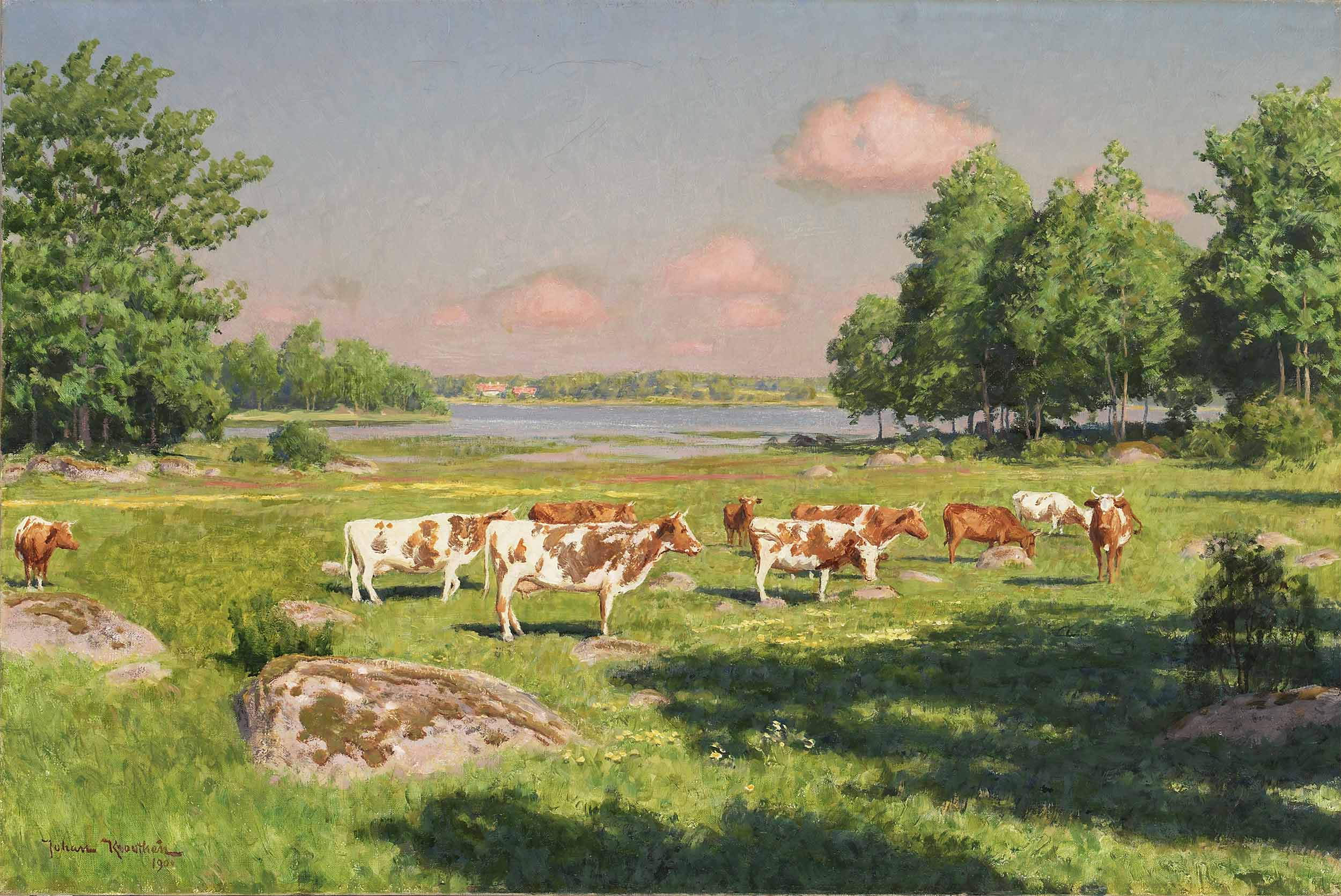
Johan Krouthén, Summer landscape with grazing cattle (1901)

La suite de la carrière de Krouthén fut plutôt inintéressante d'un point de vue artistique avec des tableaux de chalets en bois rouges et d'arbres en fleurs. En 1909, il déménagea à Stockholm avec sa famille, achetant un atelier à Valhallavägen. Il exposa très peu à Stockholm, sa clientèle principale continuant à être principalement de la région de Linkoping. Il ne s'intéressait pas particulièrement à l'art contemporain, expliquant que « l'art et la culture se sont détériorées considérablement. L'art moderne n'est ni art ni moderne. Tous les -ismes dont les gens parlent sont inutiles s'ils ne sont pas plus qu'une imitation de l'art traditionnel avec un niveau de culture plus faible. »
Il repeint souvent les mêmes scènes, tandis que ses efforts pour soutenir sa famille lui faisaient peindre ce que ses clients voulaient. La perte de sa belle épouse Hulda semble aussi avoir affecté sa peinture durant les années après sa mort.
Krouthén retournait souvent à Linköping. Pour le quatre-vingtième anniversaire de l’hôtel Stora en 1932, il travaillait sur plusieurs grands tableaux. Une semaine avant Noël, il fut victime d'un accident vasculaire cérébral et fut retrouvé mort dans sa chambre d'hôtel.

## Peintures de Krouthén
La collection d'art d'Erik Hjalmar Segerstéen fut plus tard achetée par Pehr Swartz qui la donna au musée de Norrköping. Le musée Östergötland à Linköping détient également un grand nombre de tableaux de Krouthén.

## Galerie

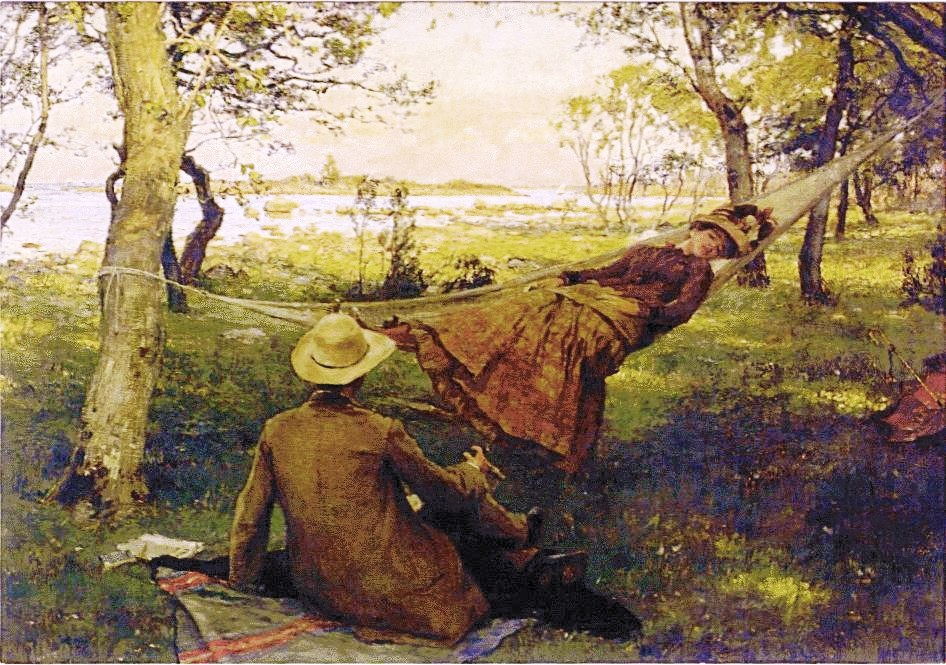
Johan Krouthén : Sieste avec sa femme Hulda dans un hamac (1885)
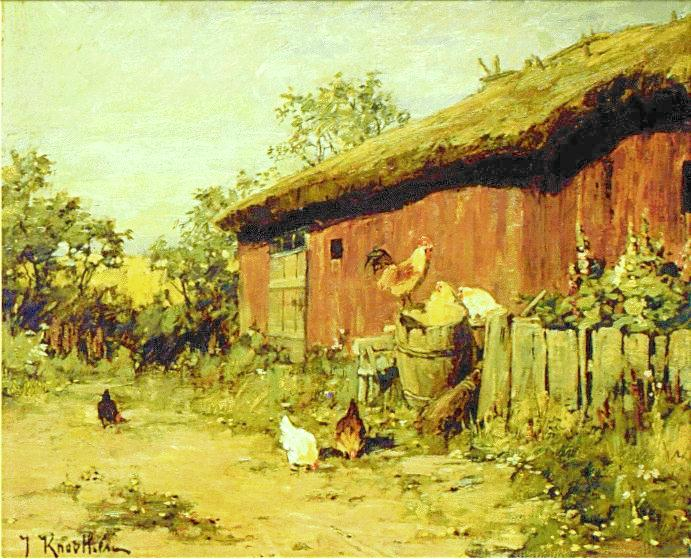
Johan Krouthén : Poules derrière l'étable (1885)
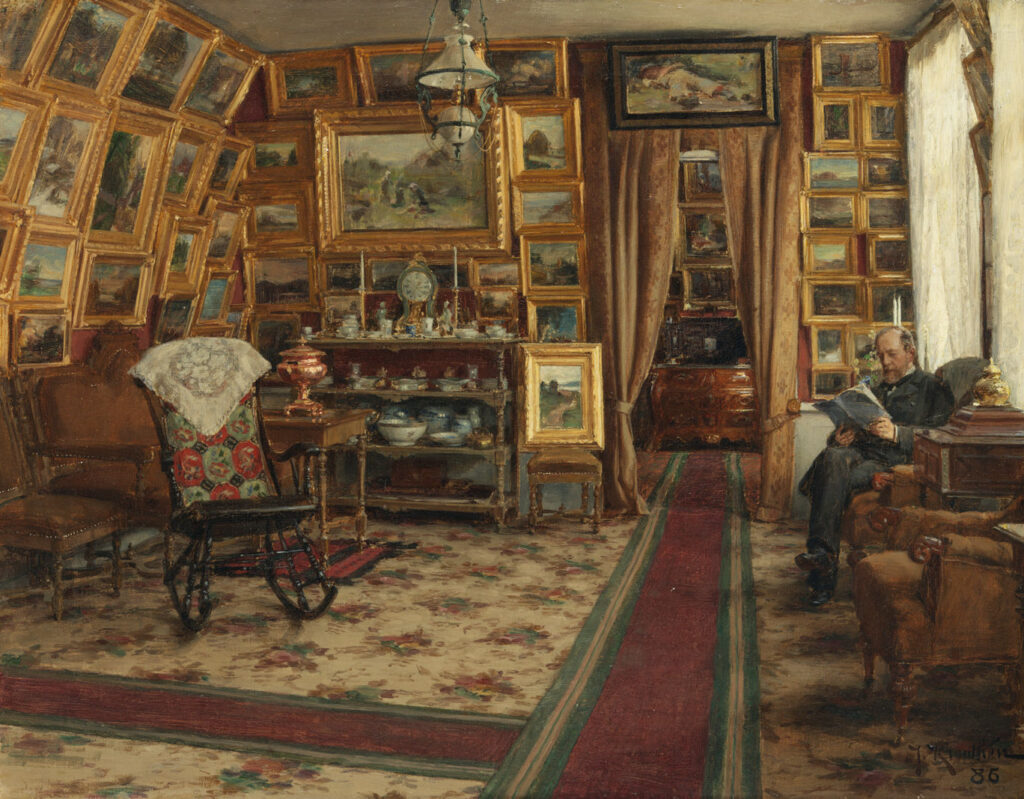
Johan Krouthén : Librarian Segerstéen dans sa maison (1886)
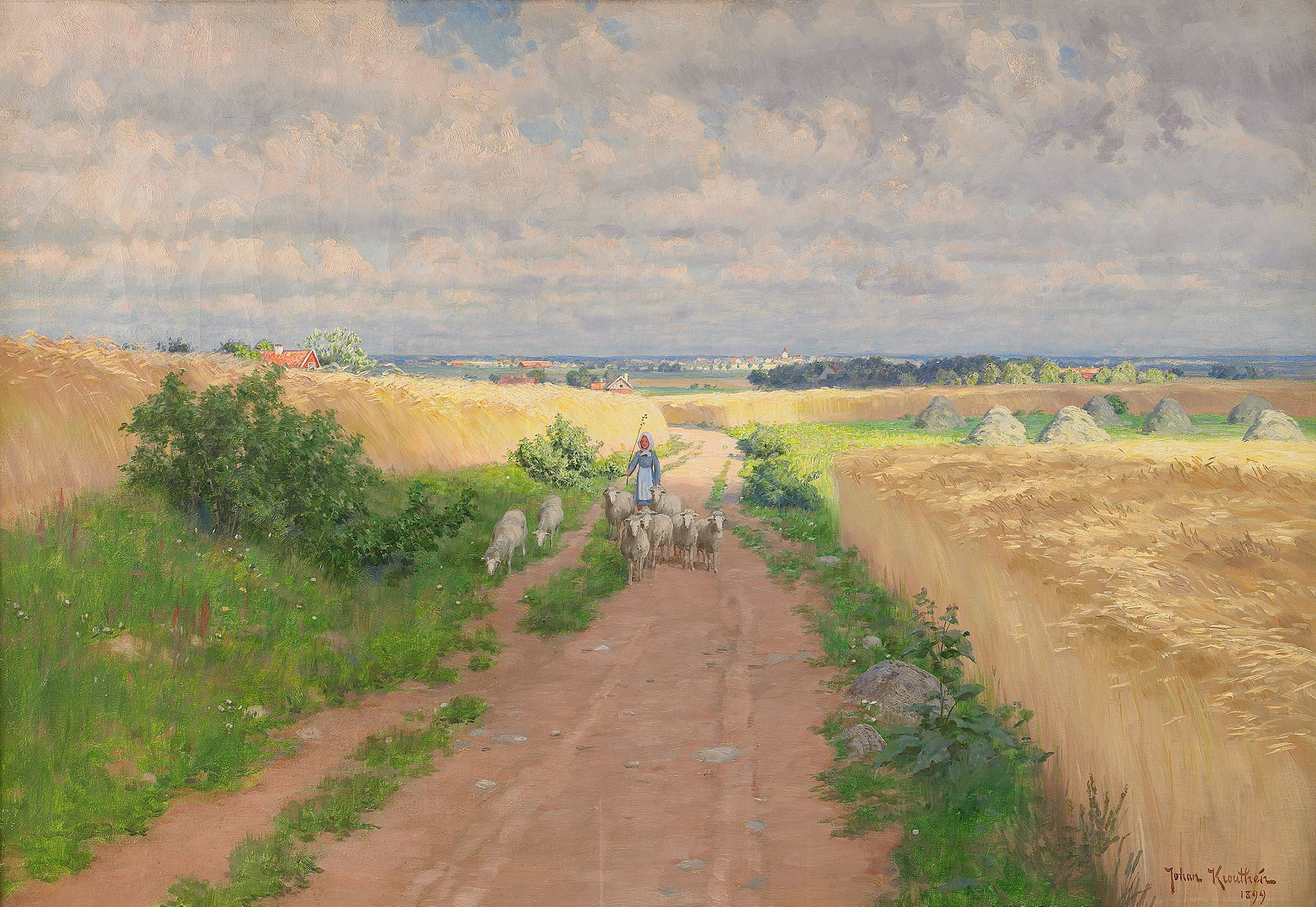
Johan Krouthén : Bergère dans un paysage d'été (1889)
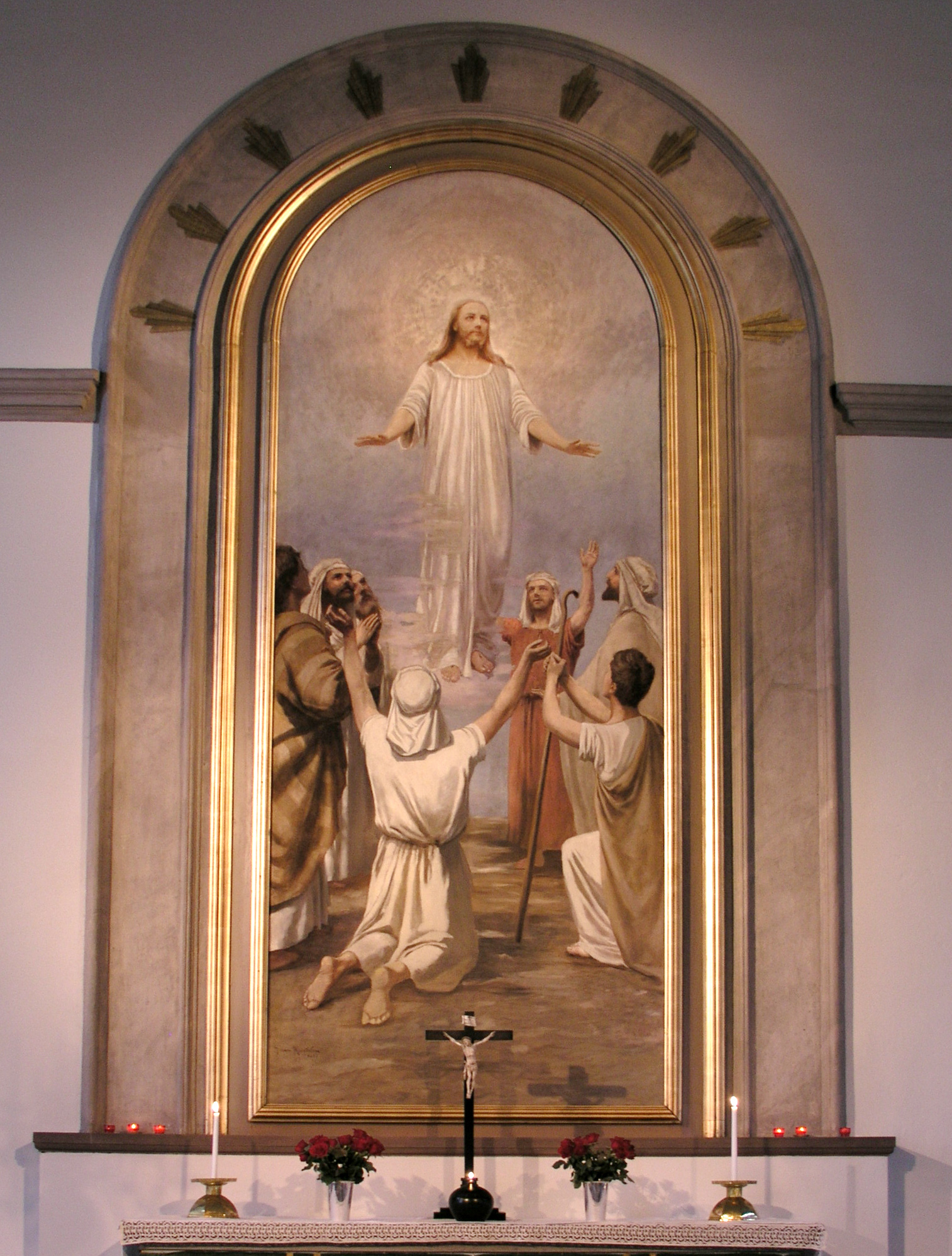
Johan Krouthén : Retable de l'église Kårna (1893)
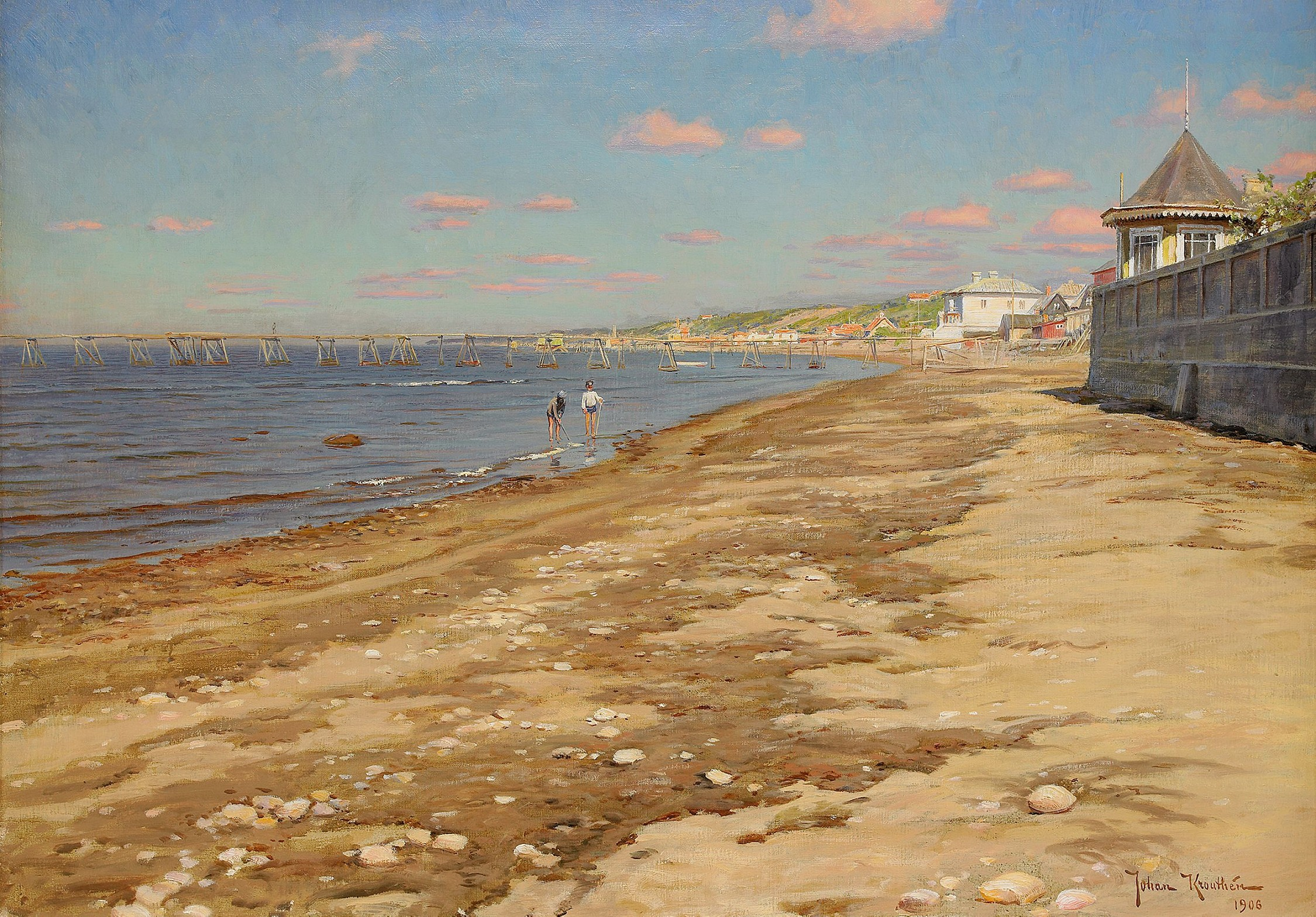
Johan Krouthén : Plage avec des garçons se baignant (1906)
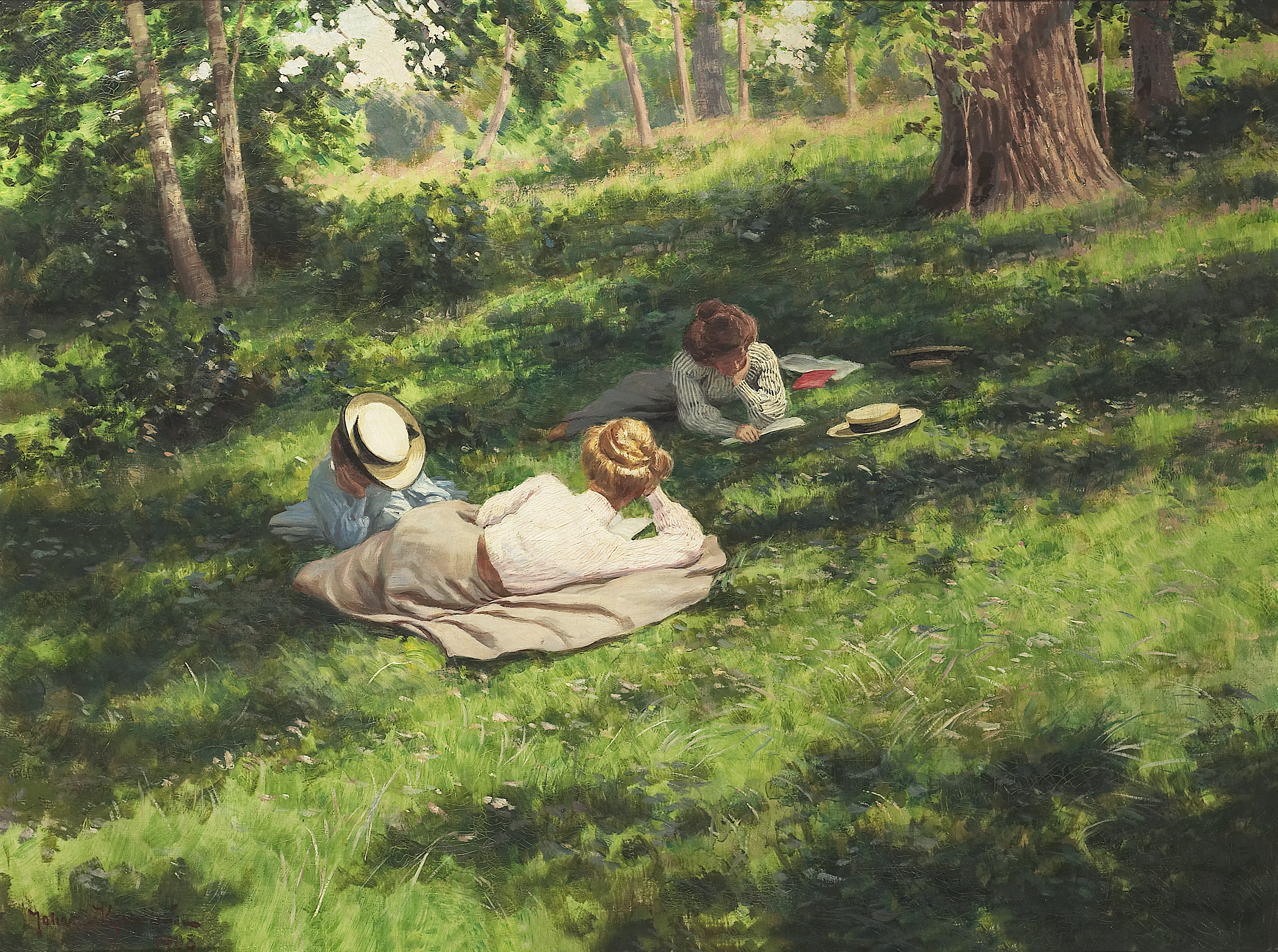
Johan Krouthén : Trois femmes lisant dans un paysage d'été (1908)
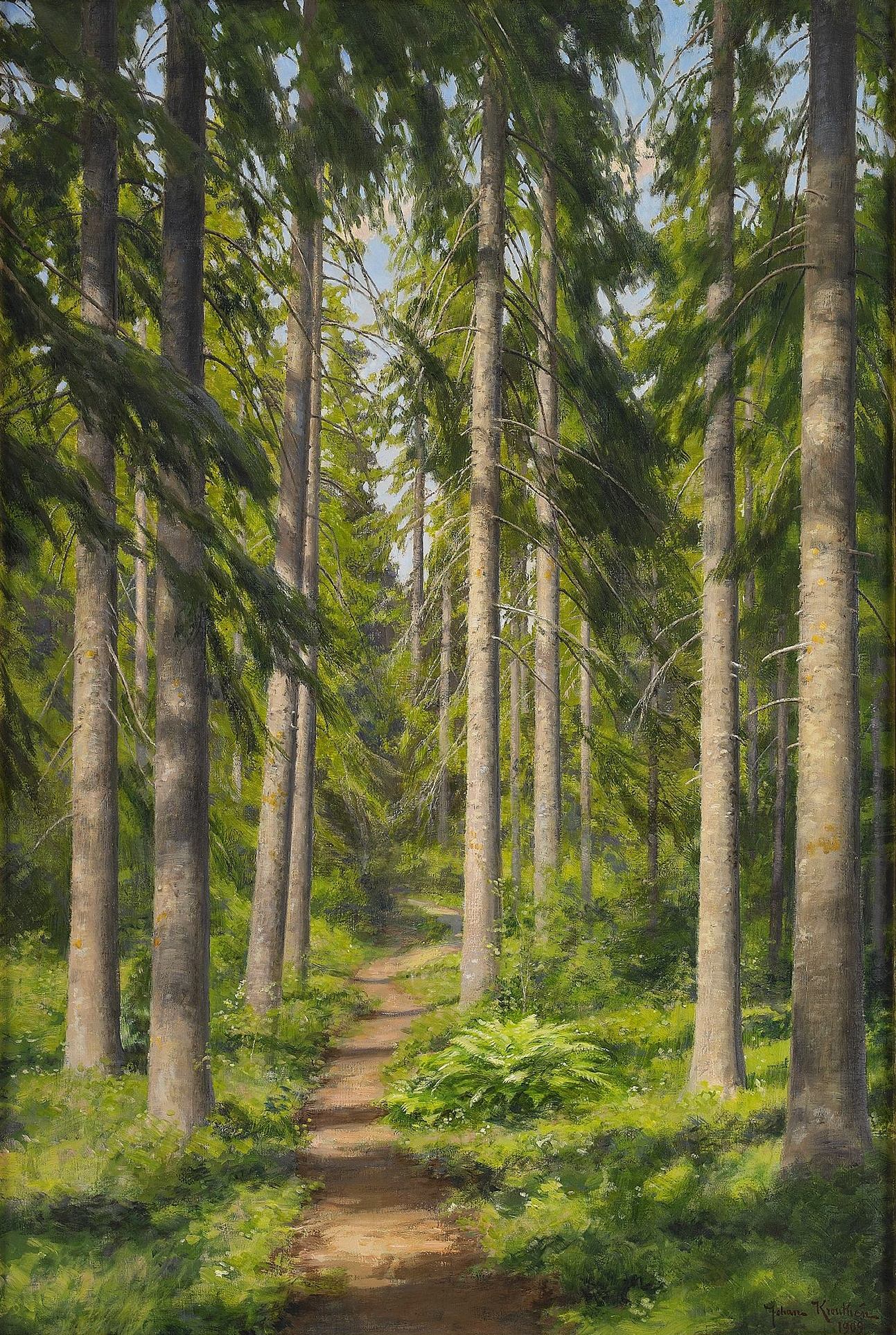
Johan Krouthén : Chemin forestier ensoleillé (1909)
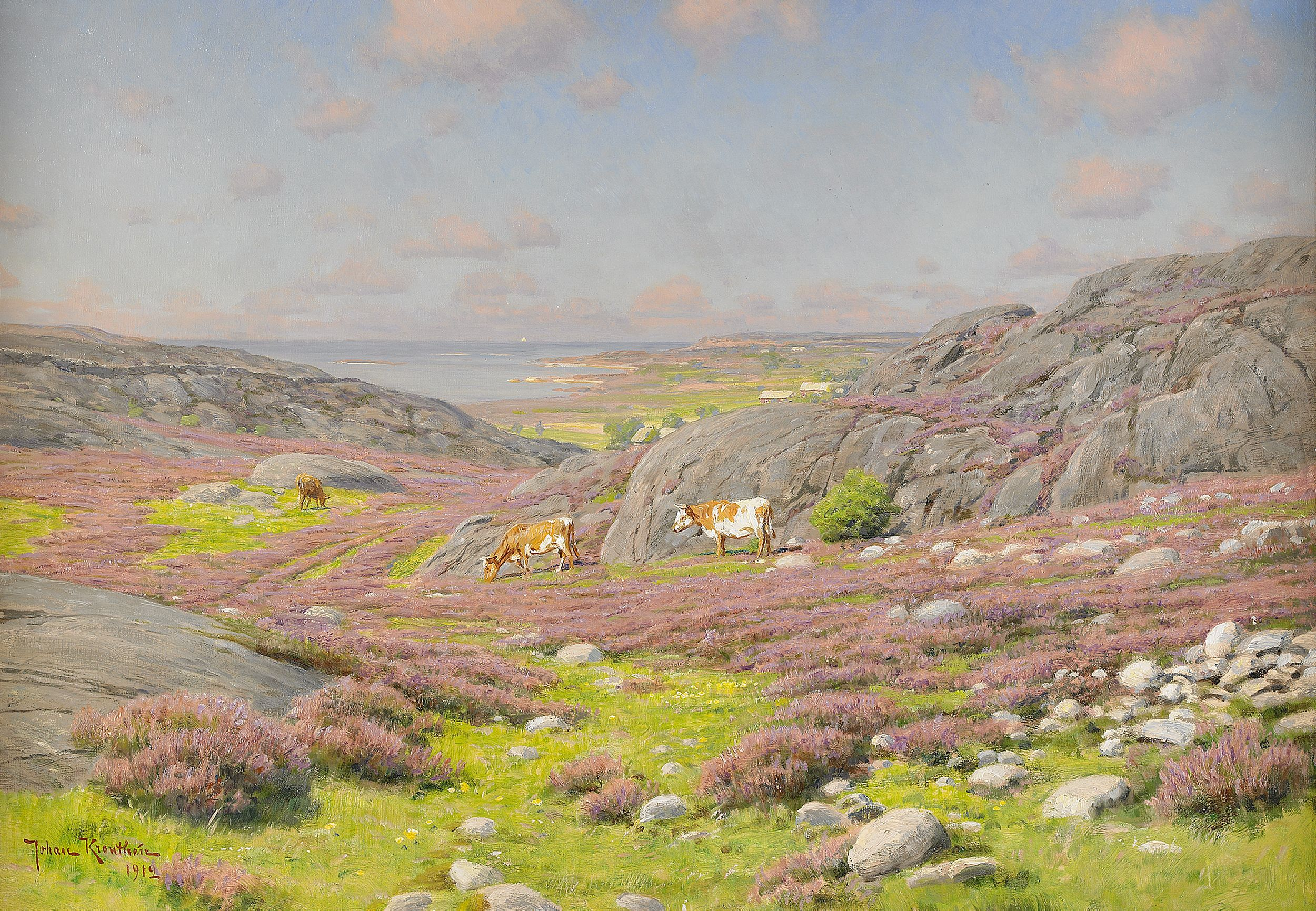
Johan Krouthén : Scène de la côte nord de Halland (1912)
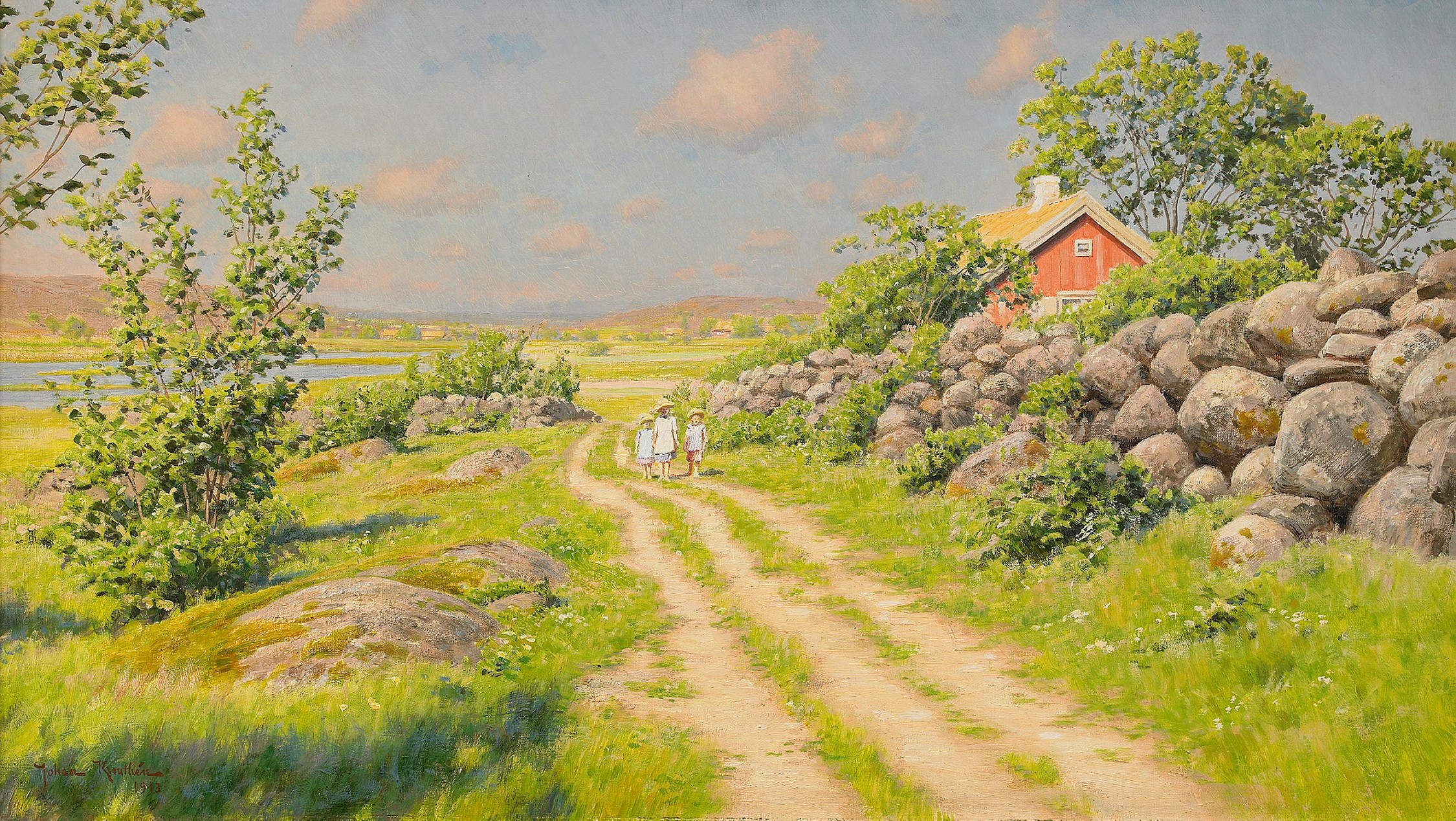
Johan Krouthén : Paysage d'été avec les enfants errants (1913)
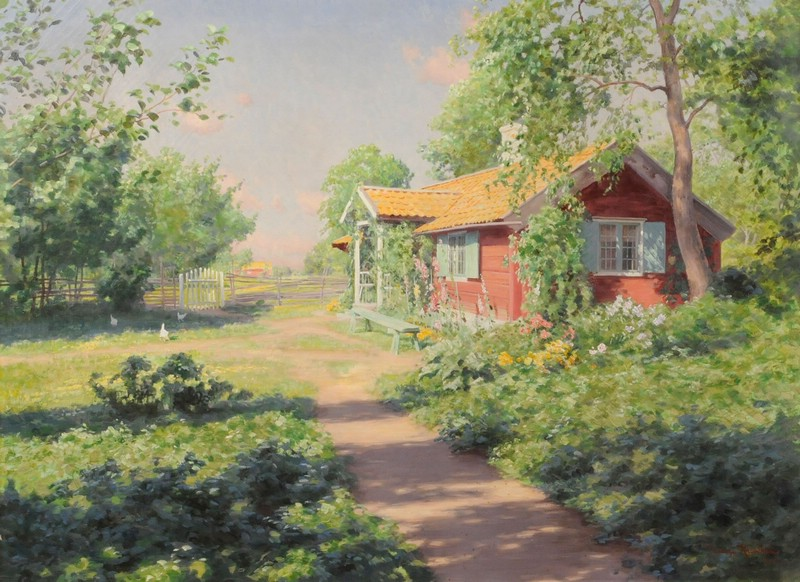
Johan Krouthén : Paysage ensoleillé d'été avec un chalet rouge (1919)